# Коммунистическая лига (Великобритания)

Номер газеты «Red Flag» от мая 1933 года

Коммунисти́ческая ли́га, КЛ (англ. Communist League) — первая троцкистская организация в Великобритании, созданная в 1932 году; с 1937 году члены КЛ вошли в Лейбористскую партию под именем Марксистской лиги, МЛ (Marxist League), а в 1938 году — в состав Революционной социалистической лиги.

## История
Лига была создана в 1932 году бывшими членами Коммунистической партии Великобритании из Бэлхэма и Тутинга в Южном Лондоне. В числе первых членов организации был Гэри Викс. Они были исключены после формирования внутри компартии группы, известной, как Бэлхэмская группа (Balham Group), а затем Британская секция Международной левой оппозиции. Они публиковали ежемесячную газету «Red Flag» и ежеквартальный журнал «The Communist».
В 1933 году Лев Троцкий посоветовал КЛ вступить в Независимую лейбористскую партию (НЛП). Однако руководство Лиги не стало следовать его совету. В последующие годы в организации происходит ряд расколов. В частности, в 1934 году внутри КЛ формируется Большевистско-ленинская фракция (Bolshevik-Leninist Fraction), выступающая за энтризм. В 1937 году Коммунистическая лига распалась и её члены под именем Марксистской лиги вступают в НЛП. В ней они близко взаимодействуют с Марксистской группой Сирилла Джеймса, и в 1938 году объединяются с ней в Революционную социалистическую лигу.